# Vibrissovoria aurea
Vibrissovoria aurea là một loài ruồi trong họ Tachinidae.